# Шиканян, Дмитрий Азарьевич
Дми́трий Аза́рьевич Шиканя́н (выступал также под псевдонимом Дмитриев; 11 (24) ноября 1901, Тбилиси — 1 июня 1986, Ереван) — грузинский и армянский советский артист балета и дирижёр. Заслуженный деятель искусств Армянской ССР (1950). Муж Любови Воиновой-Шиканян, артистки балета. Брат Александра Азарьевича Шиканяна, пианиста, концертмейстера, педагога по вокалу (у него обучались А. Ведерников, Н. Гяуров и др.)

## Биография
В 1917—1922 гг. учился в балетных студиях Марии Перини и Михаила Мордкина в Тбилиси. Одновременно в 1922 г. окончил Тбилисскую консерваторию по классу скрипки.
В 1921—1929 и 1931—1936 солист балета Грузинского театра оперы и балета им. Палиашвили, в 1930—1931 — Саратовского театра оперы и балета. Исполнял партии Франца, Иванушки и др.
По завершении карьеры танцовщика в 1936 г. дебютировал в Театре имени Палиашвили как дирижёр. Проработал на этой сцене до 1941 года, в 1938 г. получил диплом дирижёрского отделения Тбилисской консерватории.
В 1941—1957 гг. — дирижёр Армянского академического театра оперы и балета им. Спендиарова, в 1968—1969 — Кабардино-Балкарского музыкального театра (Нальчик).

## Награды и звания
- орден «Знак Почёта» (27.06.1956)
- Заслуженный деятель искусств Армянской ССР (1950)

## Избранные постановки
- «Коппелия» (1938, Тбилиси; 1946, Ереван)
- «Бахчисарайский фонтан» (1939, Тбилиси; 1942, Ереван)
- «Счастье» Хачатуряна (1939)
- «Сердце гор» (1941)
- «Раймонда» (1941)
- «Лебединое озеро» (1940)
- «Конёк-Горбунок» (1941)
- «Гаянэ» (1947)
- «Доктор Айболит» (1949)
- «Медный всадник» (1949)
- «Красный мак» (1951)
- «Хандут» Спендиарова (1951)
- «Дон Кихот» (1954)
- «Болеро» (1969)
- «Барышня и хулиган» Шостаковича (1969)